# David Saint-Jacques
David Saint-Jacques (Quebec, 6 de janeiro de 1970) é um astronauta  da Agência Espacial Canadense (CSA), veterano de um missão de longa duração na Estação Espacial Internacional.
Em 1993 concluiu seu bacharelado em engenharia física pela  École Polytechnique de Montréal. Em 1998 tornou-se PhD em astrofísica pela Universidade de Cambridge. Em 2005 formou-se em medicina pela  Université Laval e passou a trabalhar no Inuulitsivik Health Centre em Puvirnituq, Quebec. Atuou ainda como conferencista na Faculdade de Clínica Médica da Universidade McGill.

## Astronauta
Em maio de 2009, após um longo processo de seleção para o qual se inscreveram 5.351 candidatos, ele foi selecionado para uma das duas vagas como astronauta da Agência Espacial Canadense e enviado para o Centro Espacial Johnson, em Houston, EUA, onde passou a integrar o Grupo 20 do curso de astronautas da NASA, qualificando-se em 2011. Após concluir o curso, foi designado para a seção de robótica do Departamento de Astronautas. Em outubro de 2011, ele integrou como aquanauta o projeto NEEMO 15, passando cerca de uma semana submersos no  Aquarius, o laboratório submarino de pesquisas oceanográficas da  National Oceanic and Atmospheric Administration (NOAA)  utilizado pela NASA para simular as condições de vida no espaço.
Saint-Jacques foi ao espaço em 3 de dezembro de 2018, integrando a tripulação da nave russa Soyuz MS-11, junto com o comandante russo Oleg Kononenko e a engenheira de voo norte-americana Anne McClain. Oficialmente designado para as expedições 58 e 59, ele também participou por duas semanas da Expedição 57 em virtude do acidente com a espaçonave anterior, Soyuz MS-10, que não pode levar à ISS os astronautas de sua tripulação designados para esta expedição. Durante o tempo que passou no espaço, fez uma caminhada espacial para uma atualização de baterias externas da estação, tornando-se o quarto canadense e o primeiro em 12 anos a "caminhar no espaço".  Encerrada  a missão, depois de acumular 203 dias no espaço, retornou è Terra na MS-11, pousando nas estepes do Casaquistão na manhã de 25 de junho de 2019 (hora local: 08:47), onde a tripulação foi recolhida em segurança pelas equipes de apoio em terra.

## Ligações Externas
- NASA bio
- Spacefacts bio